# Porcine proliferative Enteritis
Die Porcine proliferative Enteritis (PPE) ist ein Komplex mehrerer Krankheitsbilder des Schweins, die alle eine wuchernde Entzündung der Schleimhaut des Krummdarms (Ileitis) gemeinsam haben und vom Bakterium Lawsonia intracellularis verursacht werden.

## Erreger
Haupterreger des PPE-Komplexes ist Lawsonia intracellularis aus der Gattung Lawsonia.
Ferner wurden Campylobacter hyointestinalis, Campylobacter hyoilei und Campylobacter mucosalis aus der Gattung Campylobacter nachgewiesen, deren Beteiligung an der Krankheit noch unklar ist.

## Klinik und Pathologie
Es gibt mehrere Krankheitsbilder, die auch verschiedene Bezeichnungen tragen:
- Nekrotisierende Enteritis (NE): entwickelt sich aus der PIA; die Verdickungen entwickeln sich zu einer Gerinnungsnekrose
- Porcine intestinale Adenomatose (PIA): Verdickungen und Faltenbildungen der Darmschleimhaut
- Proliferative hämorrhagische Enteritis (PHE): im Darminhalt entwickeln sich Blutgerinnsel; Fieber und plötzliche Todesfälle
- Regionale Enteritis (RE): ein einzelner Abschnitt verdickt sich stark und wird starr; Gefahr der Darmzerreißung

Die Krankheit befällt vor allem Schweine von 6 bis 20 Wochen. Der Durchfallkot ist schlecht verdaut und bei der PHE rötlich-dunkel wegen der Blutbeimengung. Der chronische Verlauf führt zu Kümmern und Leistungseinbußen.

## Diagnostik
Zur Diagnostik werden neben dem klinischen und pathologisch-anatomischen Bild verschiedene labordiagnostische Methoden eingesetzt. Der Erregernachweis erfolgt durch bakteriologische Untersuchung, Polymerase-Kettenreaktion, der indirekte durch Serumantikörpernachweis mit Immunfluoreszenz oder Enzyme-linked Immunosorbent Assay.

## Therapie
Zur Therapie werden Antibiotika wie Chlortetracyclin, Tylosin, Lincomycin, Lincomycin-Spectinomycin, Neomycin, Tiamulin und Valnemulin eingesetzt. Ferner ist eine Impftherapie mit Lebendimpfstoffen anzuraten. Ein gutes Hygienemanagement beugt der Erkrankung vor.